# 丹佛大學
丹佛大學（英語：The University of Denver, DU），亦稱丹大，建立於1864年，是美國洛磯山脈地區最古老的男女私立大學。現為一所位於科羅拉多州首府丹佛的四年制大學，校園是廣達125英畝的大學城，距離丹佛市區車程約11公里。

## 學術

### 學生

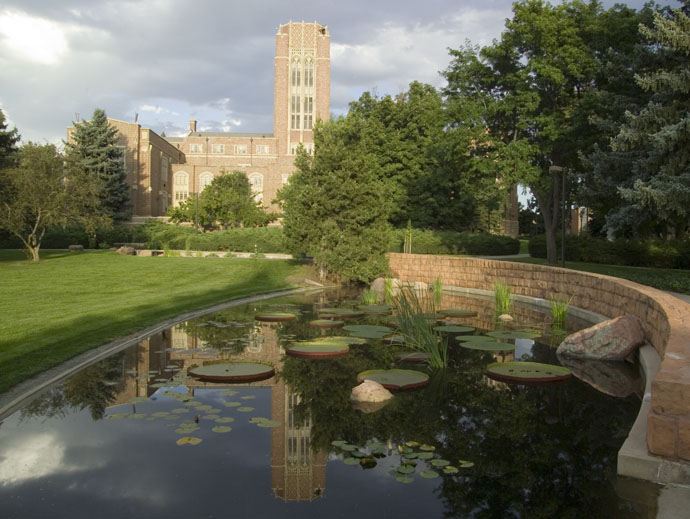
大學圖書館瑪麗里德堂（Mary Reed Hall）

在2011年，丹佛大學有5,087本科學生和6,389研究生，總學生人數為11,476。本科生的女性對男性的比例是54％為女性，46％為男性；67.0％是白人，2％是黑人，6.8％是西班牙裔美國人，5.2％是亞裔或太平洋島民，1-2％是美國印第安人，9％是來自其他20個國家，和9.1％是種族/族裔未知的。大約63％的學生不是來自科羅拉多州。對於2011年的接受高中學生平均獲得了3.74的成績平均積點，SAT在1220至1500的範圍內，ACT的平均為 28。2011年的大約有超過50％的新生在高中畢業班的成績名次是前10％。

### 學術課程
除了傳統的本科課程，還有：
分部
- 自然科學與數學分部
- 藝術、人文與社會科學分部

學院
- 丹尼爾斯商學院
- 斯特姆法學院
- 丹佛大學女子學院
- 丹佛大學學院
- 莫格里奇教育學院

學校
- 專業心理學研究院
- 社會工作研究院
- 約瑟夫·科貝爾國際關係學院
- 拉蒙特音樂學院
- 丹尼爾·菲利克斯·里奇工程與計算機科學學院
- 媒體、電影和新聞學研究院

研究所和研究中心
- 解決衝突研究所
- 多式聯運研究所
- 公共政策研究學院
- 猶太研究中心
- 愛德華·W.＆夏洛特A. Estlow國際新聞與新媒體中心

計劃
- 研究生稅收計劃
- DU-Iliff 聯合計劃
- 社會工作研究生院博士課程
- 約瑟夫·科貝爾國際關係學院與斯特姆法學院聯合課程
- 丹尼爾斯商務學院與斯特姆法律學院聯合課程

跨學科課程
- 認知神經科學 - （心理學和生物學）
- 遊戲設計 - （計算機科學與數碼媒體學）

全球學者課程
全球學者課程提供每個學士生機會出國留學，但學士生的大學學費並不會增加。丹佛大學有近70％的學士生畢業前能到國外學習，將首先在全國所有博士生和研究機構之間的百分比本科學生參加留學方案。
公共政策研究協會（IPPS）
公共政策研究協會（IPPS）擁有兩個前科羅拉多州州長加入其講師行列，包括理查德拉姆(Richard Lamm)與比爾·歐文斯(Bill Owens)。
里克斯天才兒童中心
里克斯天才兒童中心是一所私立學校，位於丹大的校園內，提供學前課堂到八年級。自1997年4月，學校已經由北部集中認可評審和學校改善協會委員會（NCACASI）認可。前導演諾瑪Hafenstien( Norman Hafenstien)負責其始建工程與現時的監督。

## 排名
在2017年《泰晤士高等教育》世界大學排名中，丹佛大學排名301-350。
在《美國新聞與世界報導》2013年的美國所有公共和私人的國立大學排名中，丹佛大學排名83位。
在《彭博商業周刊》2011年的排名中，在111本科商學院之間，丹尼爾斯商學院的道德課程在國內排名第3。在《金融時報》2012年的世界行政MBA課程排名中，丹尼爾斯商務學院行政MBA課程排名第96位。在商業周刊2012年排名中，丹尼爾斯商學院本科課程排名第57位，它在美國新聞在2008年的排名中第71。
在《美國新聞與世界報導》的2012年臨床心理學博士課程的排名中，丹大心理學系的臨床心理學博士課程排名第47。在《美國新聞與世界報導》2013年至2014年的排名中，斯特姆法學院是排名第64的研究生法學院，其兼職課程排名第12。
英語學系的創意寫作博士課程是國內其中一個最古老的課程，亦在《詩人與作家雜誌》的2012年創意寫作博士課程排名中，排名第1。該計劃是由著名小說家、1973年在小說類別美國國家圖書獎的共同獲獎者約翰·愛德華·威廉姆斯並作家約翰·巴特成立。
在2012年《美國新聞與世界報導》發佈的社會工作研究生院排名，丹大的排名第26位。
由威廉和瑪麗學院在2012年進行的，並外交政策 (雜誌)發表的調查中，約瑟夫·科貝爾國際關係學院的碩士課程的世界排名為第11位，超越雪城大學，耶魯大學，斯坦福大學，加州大學伯克利分校，牛津大學和麻省理工學院。

## 知名校友
- 康多莉扎·萊斯
- 埃德·谢弗
- 尼爾·賽門
- 喬治·凱西
- 關穎珊
- 石之瑜
- 游梓翔
- 田浩江
- 曹錦輝
- 鄧志強

## 外部連結
- 丹佛大學官方網站（页面存档备份，存于）
- 丹佛大學在美國新聞與世界報導的資料（页面存档备份，存于）